# Svalvolati on the road
Svalvolati on the road (Wild Hogs) è un film del 2007 diretto da Walt Becker, con John Travolta, Martin Lawrence, Tim Allen e William H. Macy.

## Trama
Doug è un dentista della periferia di Cincinnati, che ha barattato le inquietudini giovanili con una tranquilla vita familiare. Bobby cerca di sfondare come scrittore ma è costretto a fare l'idraulico, lavoro che odia ed è alle prese con una famiglia che lo ha sottomesso. Dudley se la cava un po’ meglio sul fronte lavorativo, è un valido programmatore di computer, ma non su quello sentimentale. Woody sembra avere raggiunto ricchezza e successo, ma le apparenze ingannano.
I quattro, amici da molti anni, si vedono ogni domenica per un giro in moto definendosi come banda denominata "Wild Hogs", unica fuga dalla routine quotidiana finché Woody non lancia l’idea di un viaggio in moto in California. Gli amici, seppur per motivi diversi, accettano. Ma per il gruppo, ormai abituato alla vita sedentaria, riabituarsi al sellino e allo scorrere dell'asfalto si rivela più difficile del previsto.
Nel corso del viaggio, nel quale il gruppo inizierà a riflettere sulle proprie scelte di vita, dopo imbarazzanti disavventure come l’incontro di un poliziotto gay e di una famiglia al fiume mentre fanno il bagno nudi, i quattro decidono di far sosta in un bar scalcagnato nel Nuovo Messico, dove incontrano una banda di motociclisti, I Del Fuego’s, capeggiata da Jack. Questi, dopo aver ingannato Dudley proponendogli uno scambio di moto e rifilandogli invece un rottame, di fronte al resto della banda insulta il gruppo di amici definendoli quattro poveri falliti che fingono di essere biker, e gli intima di tornare a casa minacciandoli. Inizialmente i quattro fanno ritorno verso Cincinnati, ma Woody decide di tornare indietro per riprendere la moto di Dudley, e taglia i cavi della benzina delle moto dei Del Fuego’s senza che questi se ne accorgano. Una volta tornato dai suoi amici, si inventa di averli minacciati di proseguire per vie legali, facendo loro credere che sia tutto sistemato e poter così continuare il loro viaggio. I Del Fuego’s, vedendoli ripassare, cercano di seguirli, ma per via di un incidente, la benzina caduta dai cavi tagliati da Woody prende fuoco, facendo esplodere il bar. Woody se ne accorge e, terrorizzato, convince Doug, Dudley e Bobby a continuare il viaggio senza sostare per far rifornimento, rimanendo così a secco in mezzo al deserto.
Dopo qualche ora, i quattro giungono in un piccolo paesino chiamato Madrid, dove inizialmente gli abitanti li scambiano per i Del Fuego’s, mostrandosi spaventati. Dopo aver chiarito l’equivoco, il sindaco, per scusarsi, ospita il gruppo per la notte, dandogli anche occasione di partecipare alla sagra del chili. Il gruppo, a parte Woody, preoccupato che i Del Fuego’s possano arrivare da un momento all’altro per regolare i conti, accetta volentieri. Qui Dudley si innamora di Maggie, la proprietaria di un pub, ma è spaventato dai suoi sentimenti, in quanto molto impacciato con le donne. Alla fine, però, i due si mettono insieme durante la serata.
Nel frattempo, due dei Del Fuego’s, mandati da Jack per cercare i quattro amici, raggiungono Madrid. Bobby, ispirato dal racconto di Woody, decide di affrontarli, insultandoli e spruzzandogli addosso ketchup e senape, davanti agli sguardi ammirati di Dudley e Doug e a quello terrorizzato di Woody, che insiste per andarsene il prima possibile, senza però raccontare la verità. Il mattino dopo, il resto della banda giunge nel paesino, minacciando di distruggerlo se i Wild Hogs non si faranno vedere, e si insediano nel bar di Maggie. Qui la verità salta fuori, e Woody non solo confessa agli amici di non aver mai parlato con i Del Fuego’s ma di aver inavvertitamente distrutto il bar, ma anche che la moglie l’ha lasciato, ha perso il lavoro e la casa, e il viaggio in moto era soltanto una scusa per evadere dai suoi problemi. I suoi amici, arrabbiati, inizialmente si nascondono lasciandolo in disparte, ma quando Dudley cerca di andare a parlare coi Del Fuego’s e viene catturato e legato dalla banda, il gruppo si riunisce e decide di andare a salvarlo.
Qui parte una rocambolesca lotta tra i Del Fuego’s e i Wild Hogs, messa a tacere dal padre di Jack, il proprietario del bar distrutto da Woody, che arriva da solo durante la lite e riesce a riportare la calma parlando con il figlio, che alla fine se ne va insieme alla sua banda. Il villaggio ringrazia quindi i Wild Hogs, che ripartono poco dopo alla volta della California.
Durante i titoli di coda, viene rivelato che i Wild Hogs hanno chiamato Extreme Makeover: Home Edition per dare ai Del Fuegos un nuovo bar. I Del Fuegos reagiscono con gioia mentre i Wild Hogs guardano l'evento in televisione.

## Moto
Harley-Davidson ha fornito direttamente le motociclette utilizzate nel film.
- XL1200C Sportster Custom per Dudley/Macy.
- FXSTS Softail Springer per Bobby/Lawrence.
- Black Softail Fatboy con cerchio frontale cromato per Doug/Allen.
- Softail Screaming Eagle Fatboy per Woody/Travolta.

Tim Allen è noto come designer e hobbista meccanico, e ha dato dirette indicazioni per le modifiche della sua moto, che risulta la più personalizzata tra le moto utilizzate dai quattro personaggi principali.

## Produzione
Il budget del film è stato di ben 60 milioni di dollari, in gran parte spesi per il cachet delle star hollywoodiane assunte. Le riprese del film sono state fatte per lo più ad Albuquerque e in altre località del Nuovo Messico. La scena finale a Madrid è stata girata nella vera cittadina di Madrid. Molte comparse erano abitanti del posto.
Martin Lawrence prima del film non aveva mai guidato una moto. Inizialmente aveva così tanta paura di guidare una moto che dovettero insegnargli prima a usare un vecchio motorino, e solo successivamente una Harley Davidson.

## Accoglienza
Il film è stato un ottimo successo al botteghino, incassando 253.6 milioni di dollari.

## Riconoscimenti
- 2008 - People's Choice Awards
  - Nomination Miglior film commedia
- 2008 - Taurus World Stunt Awards
  - Nomination Miglior Stunt Specialistico a Erik Stabenau
- 2007 - Alliance of Women Film Journalists
  - Nomination Hall of Shame Award

## Cameo
Nel film appaiono in un cameo Peter Fonda, interprete di Easy Rider, Paul Teutul Senior, fondatore della Orange County Choppers, e Paul Teutul Junior, suo figlio.
Kyle Gass, uno dei due membri dei Tenacious D insieme a Jack Black, appare come comparsa nella parte del cantante country al Festival del Chili. Lo stesso Peter Fonda quando invita i quattro protagonisti a togliersi gli orologi fa un chiaro richiamo al gesto che lui stesso compie all’inizio del film Easy Rider

## Curiosità
Nelle sequenze del viaggio che precede l'arrivo al bar nel Nuovo Messico c'è una inquadratura dei quattro in marcia che viene utilizzata per due volte.